# 가석로
가석로(Gaseok-ro)는 대한민국 인천광역시 서구 가좌동에서 가정동까지 이르는 인천광역시 도로로 총 연장은 4.116km이다.

## 유래
도로의 명칭이 유래된 것은 본 도로 구간 내에 있는 가정동, 가좌동과 석남동의 머릿글자를 따와서 명명하였다.

## 역사
- 2009년 9월 22일 : 도로명으로 가석로를 고시

## 주요 경유지
- 서구
  - 가좌동 - 석남동 - 가정동

## 접촉하는 도로
- 백범로
- 신진말로
- 건지로
- 길주로
- 서곶로
- 경인고속도로 (서인천 나들목)
- 인천대로 (석남 나들목)

## 주변 건물 및 시설
- 광양프런티어밸리3차 (가석로 30/가좌동 274-1)
- 삼국산업 (가석로 48/가좌동 263-5)
- 가좌빌라 (가석로 50/가좌동 263-20)
- 도화정밀 (가석로 62/가좌동 217-6)
- 대호실업 (가석로 64/가좌동 217-3)
- 인천가좌역 (가석로 67/가좌동 110)
- 동서베스트빌 (가석로 82/가좌동 209-6)
- 청솔빌라 (가석로 102/가좌동 206-134)
- 한창빌라 (가석로 110/가좌동 206-105)
- 동양연립 (가석로 140/가좌동 192-64)
- 신동양빌라 (가석로 142/가좌동 192-65)
- 세화빌라 (가석로 146/가좌동 192-87)
- 용마빌라 (가석로 150/가좌동 192-35)
- 크로바빌라 (가석로 152/가좌동 192-68)
- 정훈아트빌라 (가석로 158/가좌동 171-44)
- 서부여성회관역 (가석로 169/석남동 563-4)
- 청실빌라 (가석로 172/석남동 563-38)
- 미성빌라 (가석로 176/석남동 563-5)
- 효마을타운 (가석로 182/석남동 562-34)
- 두리어린이집 (가석로 188/석남동 562-9)
- 효진그린빌 (가석로 200/석남동 557-16)
- 동양빌라 (가석로 202/석남동 557-20)
- 한진아트맨숀 (가석로 214/석남동 556-30)
- 한양빌라 (가석로 220/석남동 556-41)
- 삼원연립 (가석로 228/석남동 551-10)
- 경인빌라 (가석로 230/석남동 551-58)
- 합동빌라 (가석로 234/석남동 551-8)
- 드림빌라 (가석로 238/석남동 551-56)
- 청솔빌라 (가석로 246/석남동 494-7)
- 미도빌라 (가석로 248/석남동 494-23)
- 대영아파트 (가석로 252/석남동 494-33)
- 청실연립 (가석로 256/석남동 494-13)
- 석남역 (가석로 257/석남동 600)
- 거보플러스아파트 (가석로 264/석남동 490-6)
- 한진아트빌 (가석로 266/석남동 490-2)
- 삼성쉐르빌 (가석로 266-1/석남동 490-18)
- 성진베스트빌 (가석로 268/석남동 490-3)
- 광명교회 (가석로 268-1/석남동 490-4)
- 동진아파트 (가석로 276/석남동 490)
- 청우케스빌 (가석로 282/석남동 485-7)
- 삼성하우스 (가석로 296/석남동 473-23)
- 삼신빌라 (가석로 306/석남동 473-28)
- 한국빌라 (가석로 316/석남동 468-1)
- 한국아파트 (가석로 324/가정동 567)
- 한국빌라 (가석로 338/가정동 566-2)
- 신화빌라 (가석로 352/가정동 561-18)
- 중앙빌라 (가석로 358-1/가정동 561-24)
- 서부제일교회 (가석로 360/가정동 561-4)
- 성진빌라 (가석로 362/가정동 561-27)
- 혜성그린빌라 (가석로 366/가정동 561-33)
- 신화빌라 (가석로 376/가정동 560-45)
- 대륭빌라 (가석로 380/가정동 560-50)
- 백영빌라 (가석로 390/가정동 560-52)
- 산하빌라 (가석로 396/가정동 555-10)
- 예그린빌라 (가석로 402/가정동 555-2)
- 대진빌라 (가석로 408/가정동 555-14)

## 연계 철도역
- ● 인천 도시철도 2호선 : 인천가좌역, 서부여성회관역, 석남역
- ● 서울 지하철 7호선 : 석남역

## 같이 보기
- 인천대로(인천광역시도 제65호선)
- 서인천 나들목
- 가남로(국도 제6호선, 국도 제77호선)